# Zeitschrift für Politikwissenschaft
Die Zeitschrift für Politikwissenschaft (ZPol) ist eine deutsche politische Fachzeitschrift. Sie wurde von 1996 bis Ende 2015 vierteljährlich beim Nomos Verlag verlegt. Seit 2016 erscheint sie bei Springer VS. Die erscheinenden Beiträge, die die gesamte Disziplin Politikwissenschaft abdecken, unterliegen einem Peer-Review. Neben den regelmäßigen Publikationen erscheinen in unregelmäßigen Abständen Special Issues zu aktuellen Themen.
Chefredakteur ist Karsten Schäfer. Geschäftsführende Herausgeberin ist Manuela Glaab. Zum Herausgeberkreis gehören außerdem Manuel Fröhlich, Karl-Rudolf Korte, Stefan A. Schirm und Hans Vorländer. Außerdem existiert ein wissenschaftlicher Beirat, dem weitere zwölf Professoren angehören.